# 大果山胡椒
大果山胡椒（学名：Lindera praecox），为樟科山胡椒属下的一个植物种。